# Kaffeevollautomat

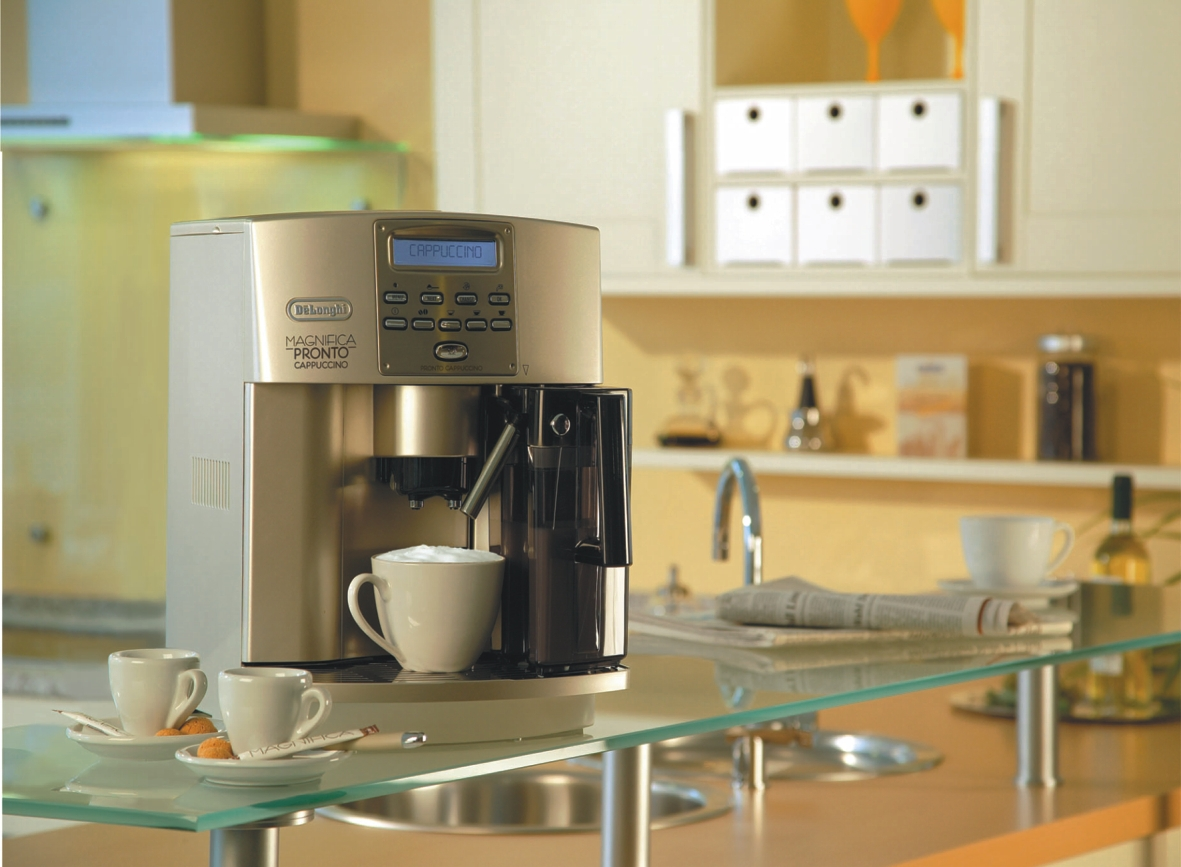
Kaffeevollautomat, 2005

Ein Kaffeevollautomat ist eine Kaffeemaschine, die nach der Espresso-Methode vollautomatisch diverse Kaffeevarianten produzieren kann. Nicht zu verwechseln ist dieser mit der klassischen Espressomaschine.
Zusätzlich zur Kaffeezubereitung können viele Geräte mit Hilfe von Wasserdampf Milch aufschäumen. Einige Modelle erzeugen den Milchschaum für einen Cappuccino oder Latte macchiato mittels eines Cappuccinatore. Dieser saugt automatisch Milch an und verarbeitet sie zu Milchschaum. Die Geräte sind mit Reinigungs- und Entkalkungsprogrammen ausgestattet, die in regelmäßigen Abständen vom Nutzer die Zuführung der erforderlichen (und vom Hersteller angebotenen) Chemikalien verlangen. Um frühzeitiges Verkalken der Maschine zu vermeiden und um unerwünschte Stoffe aus dem verwendeten Wasser zu entfernen, statten die Hersteller ihre Geräte mit austauschbaren Wasserfiltern aus.

## Geschichte

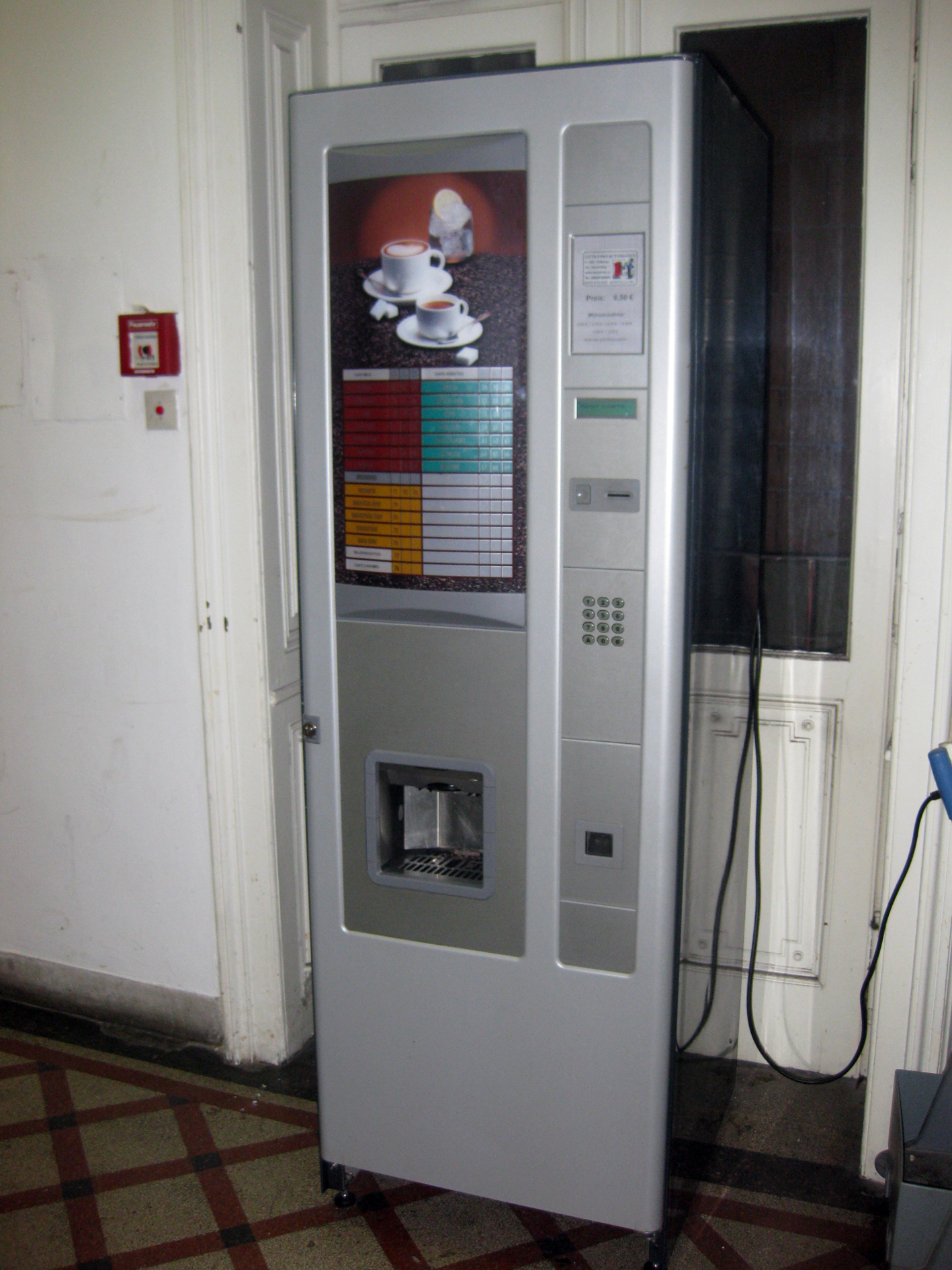
Kaffeevollautomat als Verkaufsautomat mit Münzeinwurf, 2012

Kaffeevollautomaten haben sich aus dem Selbstbedienungsautomaten entwickelt, wo sie als Verkaufsautomat anzutreffen sind. Da die Ausgabe von Fertigsuppen oder Süßgetränken kaum nachgefragt wurde, konzentrierte sich die Ausgabe mehr und mehr auf Kaffeeprodukte.
In den 1960er Jahren erfand Otto Bengtson in Berlin einen Kaffeevollautomaten mit integrierter Mühle, dieser wurde ab 1964 vermarktet.
Eine weitere Maschine entwickelte der Schweizer Ingenieur Arthur Schmed aus Rüti Ende der 1970er Jahre, die das Prinzip des Drucks und der kurzen Brühdauer der Espressomaschine aufnahm und ebenfalls die Zubereitung automatisierte. Nach zwei Jahren Arbeit und Entwicklung hatte er um 1980 den ersten funktionstüchtigen Prototyp eines Kaffeevollautomaten hergestellt. 1985 stellte die Firma Solis auf einer Messe den Solis-Espresso-Vollautomaten als Weltneuheit vor.

## Funktionsprinzip

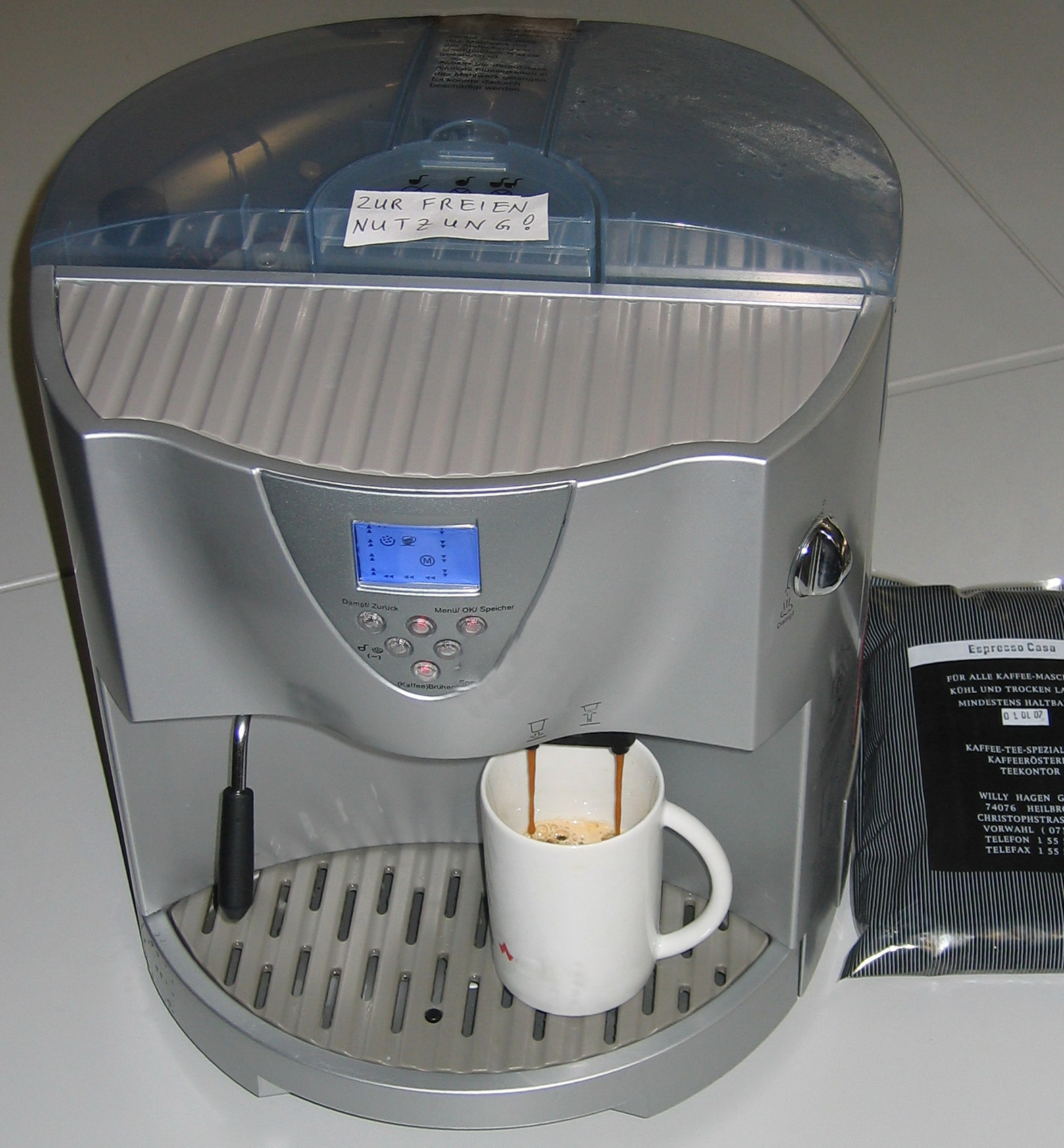
Vollautomat (2006), wie er im Heimgebrauch eingesetzt wird

Einfache Filterkaffeemaschinen bestehen nur aus einem Heizkörper, der Wasser erhitzt und über das Kaffeepulver im Filter leitet. Ein Vollautomat besteht dagegen aus Mahlwerk, dem Heißwasserbereiter (Durchlauferhitzer / Thermoblock), einer Pumpe sowie dem Herzstück, der Brühgruppe mit Antrieb. Je nach Hersteller ist die Brühgruppe dauerhaft im Gerät installiert (JURA + Krups) oder kann zu Reinigungs- und Wartungszwecken einfach aus dem Gerät entnommen werden. Die Bedieneinheit steuert zusätzlich ggf. die Einrichtungen zur Heißwasserbereitung und Milchaufschäumen. Ferner erlaubt sie Einstellung von Tassengröße, Brühtemperatur, Wasserhärte (zur Festlegung der Entkalkungszyklen) und ggf. Pulvermenge (Stärke des Kaffees).
Das Mahlwerk zerkleinert die Bohnen direkt vor dem Brühvorgang. Die meisten Vollautomaten bieten die Möglichkeit der exakten Einstellung des Mahlgrades, wodurch die Intensität individuell bestimmt werden kann. Die Bohnen werden im Mahlwerk zuerst grob gestückelt und gelangen anschließend in engere Bereiche, in denen sie immer weiter bis hin zum gewünschten Mahlgrad verarbeitet werden. Moderne Geräte besitzen Kegel- oder Scheibenmahlwerke aus Keramik oder gehärtetem Stahl.
Der größte Unterschied zwischen Kaffee aus einer herkömmlichen Maschine für Filterkaffee und einem Vollautomaten ist das Aroma, das sich am besten durch Druck entfalten kann. Bei der herkömmlichen Maschine passiert es schnell, dass der Kaffee zu bitter wird, da kein Druck erzeugt wird und durch den langen Kontakt mit dem Kaffeepulver immer mehr Bitterstoffe und Gerbstoffe in den Kaffee gelangen. Bei zu langem Brühen wird der Kaffee dann ungenießbar.  Durch den Brühvorgang, der bei einem Kaffeevollautomaten in der Regel bei weniger als 30 Sekunden für eine Tasse Kaffee liegt, werden durch den Druck von ca. 7,5–9 bar mehr ätherische Öle und Aromen freigesetzt, jedoch durch die kurze Brühdauer weniger Koffein, Gerbsäuren und Bitterstoffe. Das macht den Kaffee bekömmlicher und aromatischer. Durch die Crema werden die Aromen im heißen Kaffee/Espresso so lange eingeschlossen, bis diese sich auflöst. Dies passiert, wenn der Kaffee/Espresso abkühlt. Je länger die Crema erhalten bleibt, desto länger bleibt der gute und aromatische Geschmack des Kaffees erhalten.
Der Druck ist eine der wichtigsten Voraussetzungen für einen guten Espresso. Man benötigt einen bestimmten Druck für einen Espresso. Dieser liegt ungefähr zwischen 7,5 und 9 bar. Bei diesem Druck ist es gewährleistet, dass sich die Aromen der Espresso- bzw. Kaffeebohne am besten entfalten können. Bei den meisten Vollautomaten beträgt der maximale Pumpendruck ca. 15 bar. Der Maximaldruck einer Pumpe beschreibt jedoch lediglich die maximale Leistungsfähigkeit der Pumpe, nicht den Druck, mit dem tatsächlich Kaffee gebrüht wird. Der Brühdruck baut sich bei den großen Espressomaschinen dadurch auf, dass die Pumpe das Brühwasser gegen das verdichtete Kaffeemehl presst. Bei den üblichen Kaffeevollautomaten ist zusätzlich noch ein Druckhalteventil in der Brühgruppe verbaut, um einen gleichmäßigen Druck auch bei unterschiedlichen Mahlgraden und Füllmengen zu gewährleisten.  Als guter Richtwert hat sich hier ein Druck von ca. 9 bar herausgestellt, der dazu führt, dass die Aromabestandteile optimal aus dem Kaffeemehl gelöst werden.
Die gemahlenen und ausgepressten Bohnenrückstände, auch Trester genannt, werden nach der Zubereitung des Kaffees mit Hilfe einer mechanischen Vorrichtung von der Brühgruppe in einen Auffangbehälter befördert, der regelmäßig geleert und gereinigt werden muss.
Des Weiteren ist bei den meisten Maschinen heutzutage eine Milchaufschäumdüse integriert. Bei vielen Modellen ist es sogar möglich, mit dieser Heißwasser für Tee zu produzieren. Viele Firmen bieten die Möglichkeit an, eine Cappuccinodüse nachzukaufen, mit der man durch einfaches Drehen Milchschaum erzeugen kann. Diese zieht dann den Wasserdampf vom Vollautomaten, saugt die Milch aus einem Behälter und schäumt diese durch eine Düse in die darunterstehende Tasse. Bei den meisten Vollautomaten ist nur ein Wärmekreislauf enthalten, daher kann beispielsweise das Erzeugen eines Latte macchiato einige Minuten in Anspruch nehmen, denn nach der Produktion des Milchschaums muss der Heizkreislauf wieder heruntergekühlt werden, um den danach folgenden Kaffee/Espresso nicht zu verbrennen. Bei modernen Geräten dauert das ca. 10–30 Sekunden. Einige hochwertige Geräte verfügen über zwei getrennte Heizkreisläufe und ermöglichen die gleichzeitige Zubereitung von Milchschaum und Kaffee bzw. Espresso ohne Verzögerung.

## Gerätetypen und Hersteller
Kaffeevollautomaten werden grob in solche für die Gastronomie und solche für den Heimgebrauch unterschieden. Den Aufbau der meisten Geräte zeichnet ein exzessiver Einsatz von Kunststoffteilen aus. Die Plastikteile werden aus dekorativen Gründen auf der Oberfläche mit einigen Metallzierteilen bestückt, oder großflächig mit Metalliclack oder Verchromungen versehen. Bunte Displays und LED-Beleuchtungen gehören ebenfalls zur Inszenierung der Geräte.
Einige Hersteller fertigen ihre Vollautomaten auch für Fremdfirmen aus dem Bereich der Haushaltsgeräte. Diese sind vom Innenleben her baugleich mit den betreffenden Modellen des Originalherstellers und unterscheiden sich nur im Gehäusedesign. Marken von Kaffeevollautomaten sind unter anderem: Miele, WMF, Melitta, Bosch, Siemens, Jura, Philips, Saeco, Solis, De’Longhi, Nivona, Thermoplan, Franke, Schaerer, Cafina, Egro und HGZ.

## Haltbarkeit und Service
Kaffeevollautomaten werden von verschiedenen, zumeist italienischen und Schweizer Herstellern, produziert. Die Preisspanne der angebotenen Produkte liegt ab 200 Euro aufwärts, wobei der Ladenpreis vornehmlich die Anzahl der Ausstattungsmerkmale kennzeichnet, jedoch keinen Rückschluss auf die Qualität der verbauten Teile oder die Haltbarkeit der Maschine insgesamt zulässt.
2013 wurde ein Vollautomat von Saeco Gegenstand eines Rechtsstreits. Ein Kunde sah sich getäuscht, weil die Maschine, für die er 849 Euro bezahlt hatte, seiner Klage zufolge keinen ordentlichen Milchschaum produzierte. Das Amtsgericht wies die Klage ab, da in dieser Hinsicht kein anderer (Voll-)Automat in diesem Preissegment besser sei; der Kunde bekomme die Qualität, die er für diesen Kaufpreis erwarten könne.
Der Westdeutsche Rundfunk hat in seiner Fernsehreihe „Servicezeit Technik“ am 4. August 2005 das Thema aufgegriffen und kommt zu dem Urteil, dass die Kaffeevollautomaten bislang in einer Qualität gebaut werden, die sich nach etwa 1500 Tassen (entspricht in den meisten Fällen einer Nutzungszeit von etwa zwei Jahren und damit der gesetzlich vorgeschriebenen Gewährleistungszeit) verstärkt reparaturanfällig zeigen. Der dann einsetzende Kundendienst ist wiederum teilweise schlecht, was die Aufmerksamkeit der Stiftung Warentest auf sich zog, die unerkannte Fehler, überhöhte Servicepreise und zu lange Ausfallzeiten der Geräte bemängelte.
Kaffeevollautomaten werden von diversen Anbietern auch in einem Vollservicekonzept zur Verfügung gestellt bzw. vermietet. Diese Angebote richten sich vornehmlich an gewerbliche Kunden. Das Risiko der Haltbarkeit der Maschine sowie der Ersatzteilversorgung wird vom Systemanbieter übernommen, der vor Ort Reparaturen durchführt. Auch ein Wechsel der Geräteklasse ist bei einigen Anbietern möglich, um das vorhandene System an die wechselnden Anforderungen des Kunden anzupassen. Diese Bequemlichkeit hat selbstverständlich ihren Preis, entbindet jedoch von den Sorgen, die der Ausfall eines Kaffeevollautomaten sonst mit sich bringen kann.

## Kaffeebohnen
Nicht jede Kaffeebohne eignet sich für einen Kaffeevollautomaten. Schon bei der Veredlung des Kaffees gibt es Unterschiede. In einigen europäischen Ländern werden dem Röstvorgang Zusatzstoffe beigegeben. In Spanien ist die Beigabe von Zucker gebräuchlich. Diese Art der fertig gerösteten Bohnen kann das Mahlwerk verkleben und damit ruinieren. Weiterhin können bei extrem günstigen Kaffeebohnen auch kleine Steine enthalten sein, die unter Umständen das Mahlwerk beschädigen.

## Lebensmittelhygiene
Die Reinigung der technisch aufwändigen Geräte für den Privathaushalt ist nicht bei jedem Modell trivial. In der Gastronomie wird dies mitunter vernachlässigt. Insbesondere aufgeschäumte Milch kann mit Pseudomonaden verunreinigt sein. Die Behördliche Lebensmittelüberwachung in Deutschland führt daher regelmäßig Lebensmittelkontrollen durch und analysiert die Proben in staatlichen Untersuchungsämtern.